# حطين (قرية)

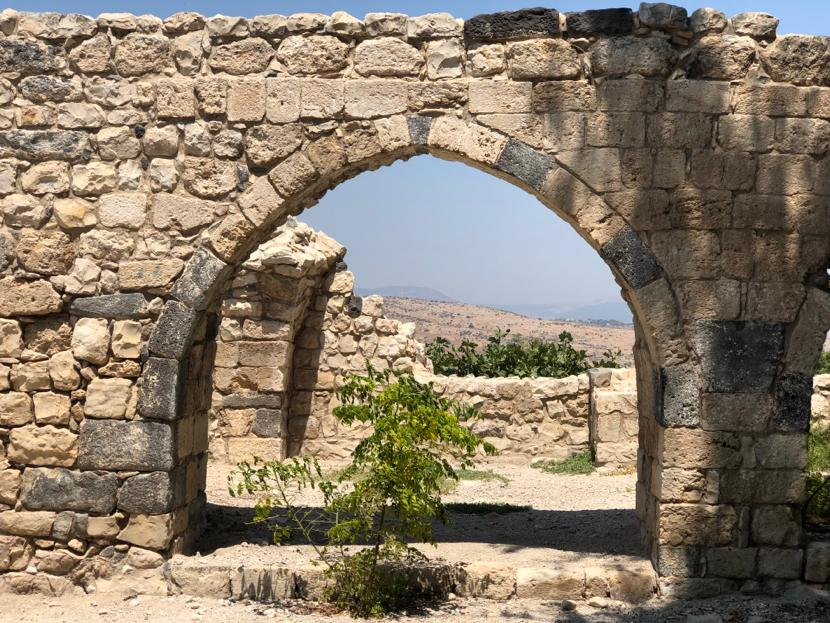
في حطين المهجرة

حطين هي قرية فلسطينية في قضاء طبريا تبعد 8 كم شمال غرب المدينة، دمرت وهُجّر أهلها في حرب 1948. شهدت أراضي القرية معركة حطين، التي انتصرت فيها الدولة الأيوبية بقيادة صلاح الدين الأيوبي على الصليبيين.

## الموقع الجغرافي
تقع القرية على طرفي واد صغير عند السغح الشمالي لجبل حطين على ارتفاع 100- 125 مترا فوق سطح البحر، وقد امتازت بأهمية إستراتيجية وتجارية لإشرافها على سهل حطين، الذي وقعت فيه معركة حطين الشهيرة عام 1187، حيث هزم جيش المسلمين بقيادة صلاح الدين الأيوبي جيش الصليبيين واجتاز بذلك الجليل وحرّر سائر فلسطين. من الجائز أن تكون القرية قد بنيت فوق موقع قرية أصِدِّيم الكنعانية التي اكتسبت في القرن الثالث قبل الميلاد اسم كفار حطين (كفر الحنطة) وقد عرفت بكفار حتايا أيام الرومان نشأت قرية حطين فوق سهلها الممتد من الشرق إلى الغرب، والمحصور بين جبل المرقة وظهر السور وظهر الشقيف شمالاً وقرون حطين جنوباً. بلغت مساحة القرية 70 دونماً، وكانت مبنية على شكل مثلث تمتد قاعدته نحو الجنوب الشرقي ورأسه في الشمال الغربي، وكان مركزها في الناحية الشمالية الغربية، وقد تميزت شوارعها بالاستقامة نتيجة انبساط الأرض.

## السكان والمعالم
في سنة 1596، كانت حطين قرية من ناحية طبرية وعدد سكانها 605 أشخاص. كانت القرية تعتاش على منتوجات زراعية مثل القمح والشعير والزيتون، بالإضافة تربية المواشي، وفي أواخر القرن التاسع عشر كان عدد سكانها 400 نسمة، وكان فيها سوق صغيرة ومسجد ومدرسة ابتدائية أنشئت نحو عام 1897 أيام الحكم العثماني، وفي وسطها باحة كبيرة كان يطلق عليها اسم «المراح»، كانت تنتشر على جنباتها المتاجر وتحيطها أقنية المياه، وكانت ملتقى لأهالي القرية. ومن المعالم الدينية البارزة في محيط القرية مقام النبي شعيب الذي يحج إليه الدروز في نيسان من كل عام.
تمتعت القرية بتربة جيدة وبوفرة الأمطار والمياه الجوفية، وعمل معظم سكانها بالزراعة. وفي عام 1944 كانت أكثر من 10 آلاف دونم من أراضيها مخصصة للحبوب، وحوالي ألفي دونم مروية ومستخدمة للبساتين. تعود آخر الإحصائيات عن حطين إلى سنة 1944/1945 وتشير إلى أن عدد سكانها كان حينئذ 1190 نسمة يعيشون في 190 بيتاً ويملكون أكثر من 22 ألف دونم.

## نكبة عام 1948
بعد سقوط مدينة الناصرة في 16 تموز، نزح أهالي حطين عن قريتهم خوفاً، وتوزعوا في الأراضي المحيطة بالقرية والقرى المجاورة لمدة شهر ينتظرون الفرصة ليعودوا إلى بيوتهم. احتل اليهود حطين في 17 تموز ومنعوا سكان القرية من العودة، ولجأ أغلب أهالي القرية إلى لبنان. بقي قسم قليل في قرى الجليل مثل عرابة وعيلبون وكفر كنا ومدينة شفا عمرو.دُمّرت القرية ولم يبق منها سوى مبنى المسجد المهجور، لكن المئذنة ما زالت سليمة حتى اليوم. وقد أقيمت على أراضيها مستعمرة «كفر أربيل» سنة 1949، وبعد ذلك بعام مستعمرة «كفر حيتيم».

## مراجع

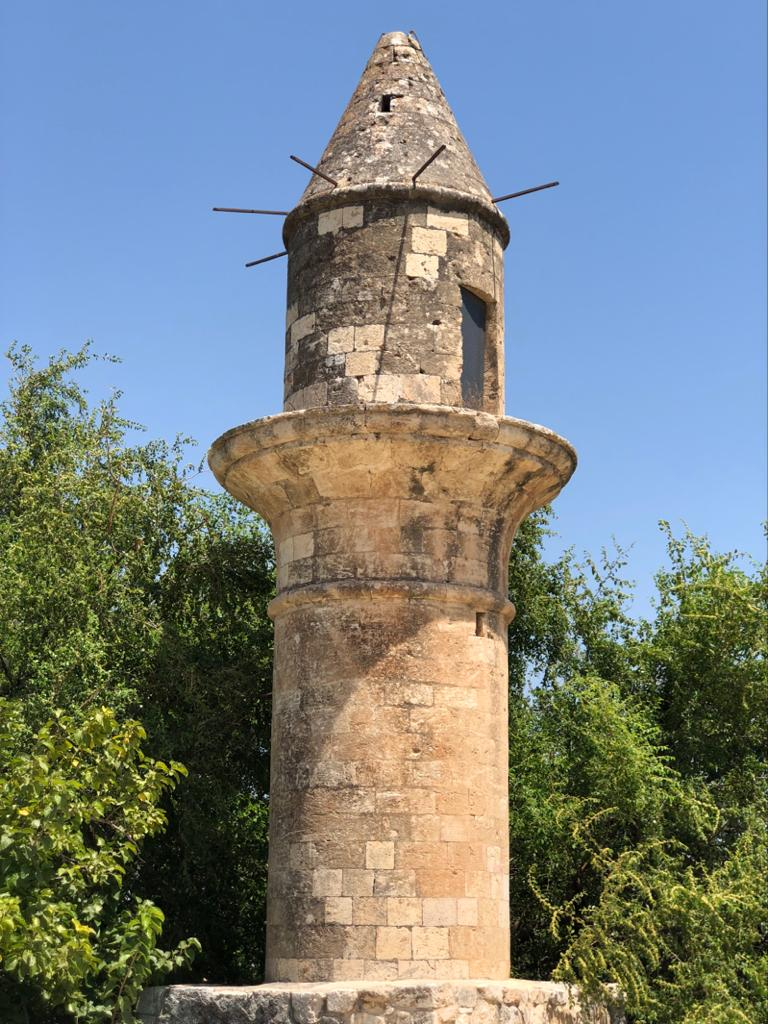
مأذنة مسجد قرية حطين

## روابط خارجية
- حطّين ترحب بكم